# Châtres (Dordoña)
 Châtres  (en occitano Chastra) es una población y comuna francesa, situada en la región de Aquitania, departamento de Dordoña, en el distrito de Sarlat-la-Canéda y cantón de Terrasson-Lavilledieu.

## Demografía
| 369 | 373 | 448 | 471 | 585 | 523 | 600 | 537 | 525 | 532 | 554 | 586 | 560 | 564 | 514 | 451 | 525 | 510 | 507 | 514 | 300 | 292 | 312 | 302 | 234 | 232 | 220 | 226 | 187 | 173 | 181 | 161 |
| Para los censos de 1962 a 1999 la población legal corresponde a la población sin duplicidades (Fuente: INSEE [Consultar]) |     |     |     |     |     |     |     |     |     |     |     |     |     |     |     |     |     |     |     |     |     |     |     |     |     |     |     |     |     |     |     |